# Овчинников, Владимир Павлович
Владимир Павлович Овчинников (род. 2 января 1958, Белебей, Башкирская АССР) — советский и российский пианист, Народный артист Российской Федерации (2005), профессор Московской консерватории. C 2000 по 2021 год — Президент-музыкальный руководитель Ассоциации лауреатов Международного конкурса имени П. И. Чайковского. С 2011 года по 2016 год — директор Центральной музыкальной школы при Московской консерватории.

## Биография
Учился в Москве, сначала в ЦМШ по классу А. Д. Артоболевской, затем — в Консерватории у Алексея Наседкина. Первый крупный успех пришёл к Овчинникову в 1980 году, когда он занял второе место на международном конкурсе пианистов в Монреале, уступив лишь Иво Погореличу. Через два года, уже окончив консерваторию, он поделил второе место на седьмом Международном конкурсе имени Чайковского с англичанином Питером Донохоу (первая премия не была присуждена никому), а в 1987 победил на престижном Конкурсе пианистов в Лидсе. Последовавшие за этим концертные выступления в Великобритании и других странах принесли Овчинникову международную известность. В конце 1980-х — начале 1990-х он дал концерты в Японии, Канаде и США, сделал ряд записей.
В настоящее время[уточнить] Овчинников наряду с концертной деятельностью также преподаёт в Москве и за границей, является солистом Московской государственной филармонии. Выступает не только как солист, но и как камерный музыкант, основа его репертуара — сочинения русских композиторов и европейских романтиков XIX века. В разное время В. Овчинников записал на компакт-диски произведения Чайковского, Листа, Рахманинова, Прокофьева, Шостаковича, Мусоргского, Регера, Барбера, Танеева и других композиторов на фирмах EMI, «Коллинз Классикс», «Русские сезоны», «Шандос».
Работал в качестве председателя и члена жюри Международного конкурса имени Чайковского, Международного юношеского конкурса имени Чайковского и многих других.
Член Правления Центрального дома работников искусств.
Игра пианиста отличается яркой индивидуальностью стиля, хорошей техникой, гибкостью исполнения.

## Награды и звания
- Народный артист РФ (2005)
- Заслуженный артист РФ (1996)
- Народный артист Республики Башкортостан (2023)[2]
- Почётный знак «За заслуги в развитии культуры и искусства» (16 апреля 2015 года, Межпарламентская ассамблея СНГ) — за значительный вклад в формирование и развитие общего культурного пространства государств — участников Содружества Независимых Государств, реализацию идей сотрудничества в сфере культуры и искусства[3].
- Благодарность Министра культуры и массовых коммуникаций Российской Федерации (9 февраля 2006 года) — за вклад в развитие советской музыкальной культуры[4].